# Jasper van den Bos
Jasper van den Bos (Hoorn, 1634 – ?, 1656) holland festő. A holland festészet aranykorában alkotott – munkái legfőképpen tengeri témájúak.

## Élete
Arnold Houbraken feljegyzései szerint apja hajóasztalos volt, eleinte ő is ezt a mesterséget tanulta. Később tengeri jelenetek festésével foglalkozott, amiben igen tehetséges volt.
Fiatalon halt meg, azonban munkáinak szép gyűjteménye maradt meg szülővárosában, Hoornban. Tengeri tájképeket és kikötői jeleneteket festett, de olasz tájképeket is készített.

## Fordítás
- Ez a szócikk részben vagy egészben  a   Jasper van den Bos című angol Wikipédia-szócikk ezen változatának fordításán alapul.  Az eredeti cikk szerkesztőit annak laptörténete sorolja fel. Ez a jelzés csupán a megfogalmazás eredetét és a szerzői jogokat jelzi, nem szolgál a cikkben szereplő információk forrásmegjelöléseként.